# Graomys domorum
Graomys domorum är en däggdjursart som först beskrevs av Thomas 1902.  Graomys domorum ingår i släktet Graomys och familjen hamsterartade gnagare. IUCN kategoriserar arten globalt som livskraftig. Inga underarter finns listade i Catalogue of Life.
Denna gnagare förekommer i södra Bolivia och norra Argentina. Den vistas i regioner som ligger 600 till 3700 meter över havet. Habitatet utgörs av skogar och gräsmarker.